# Лос-Вісаче (Техас)
Лос-Вісаче (англ. Los Huisaches) — переписна місцевість (CDP) в США, в окрузі Вебб штату Техас. Населення — 15 осіб (2020).

## Географія
Лос-Вісаче розташований за координатами 27°54′25″ пн. ш. 99°28′33″ зх. д. / 27.90694° пн. ш. 99.47583° зх. д. (27.907028, -99.475803).  За даними Бюро перепису населення США в 2010 році переписна місцевість мала площу 1,17 км², уся площа — суходіл.

## Демографія
Згідно з переписом 2010 року, у переписній місцевості мешкало 17 осіб у 6 домогосподарствах у складі 4 родин. Густота населення становила 15 осіб/км².  Було 8 помешкань (7/км²).
Расовий склад населення:
| - 88,2 % — білих - 5,9 % — чорних або афроамериканців |

До двох чи більше рас належало 5,9 %. Частка іспаномовних становила 94,1 % від усіх жителів.
За віковим діапазоном населення розподілялося таким чином: 29,4 % — особи молодші 18 років, 70,6 % — особи у віці 18—64 років, 0,0 % — особи у віці 65 років та старші. Медіана віку мешканця становила 40,5 року. На 100 осіб жіночої статі у переписній місцевості припадало 183,3 чоловіків;  на 100 жінок у віці від 18 років та старших — 200,0 чоловіків також старших 18 років.
Цивільне працевлаштоване населення становило 18 осіб. Основні галузі зайнятості: освіта, охорона здоров'я та соціальна допомога — 100,0 %.